# Iglesia del Sagrado Corazón de Jesús (Granada)
La iglesia del Sagrado Corazón de Jesús es una iglesia de la ciudad española de Granada, comunidad autónoma de Andalucía. Está situada en la Gran Vía.

## Historia
Se levantó en el año 1898 por el arquitecto Juan Monserrat y Vergés, para la Orden de los Jesuitas. Desde el año 1989, cada Miércoles Santo, de esta iglesia sale la popular Cofradía de los Gitanos (Cristo de los Gitanos), fundada en 1939 y con sede canónica en la abadía del Sacromonte.

## Iglesia
Entre sus materiales de construcción destaca la utilización en su fachada principal del ladrillo visto, un elemento de clara tradición mudéjar. También destaca su sencilla portada en piedra, formada por tres huecos de arcos apuntados que evocan el arte gótico. Sobre la portada presenta un gran ventanal, estrecho y acabado en arco apuntado, sobre el que se dispone una vistosa decoración de crestería al modo de los grandes templos góticos.

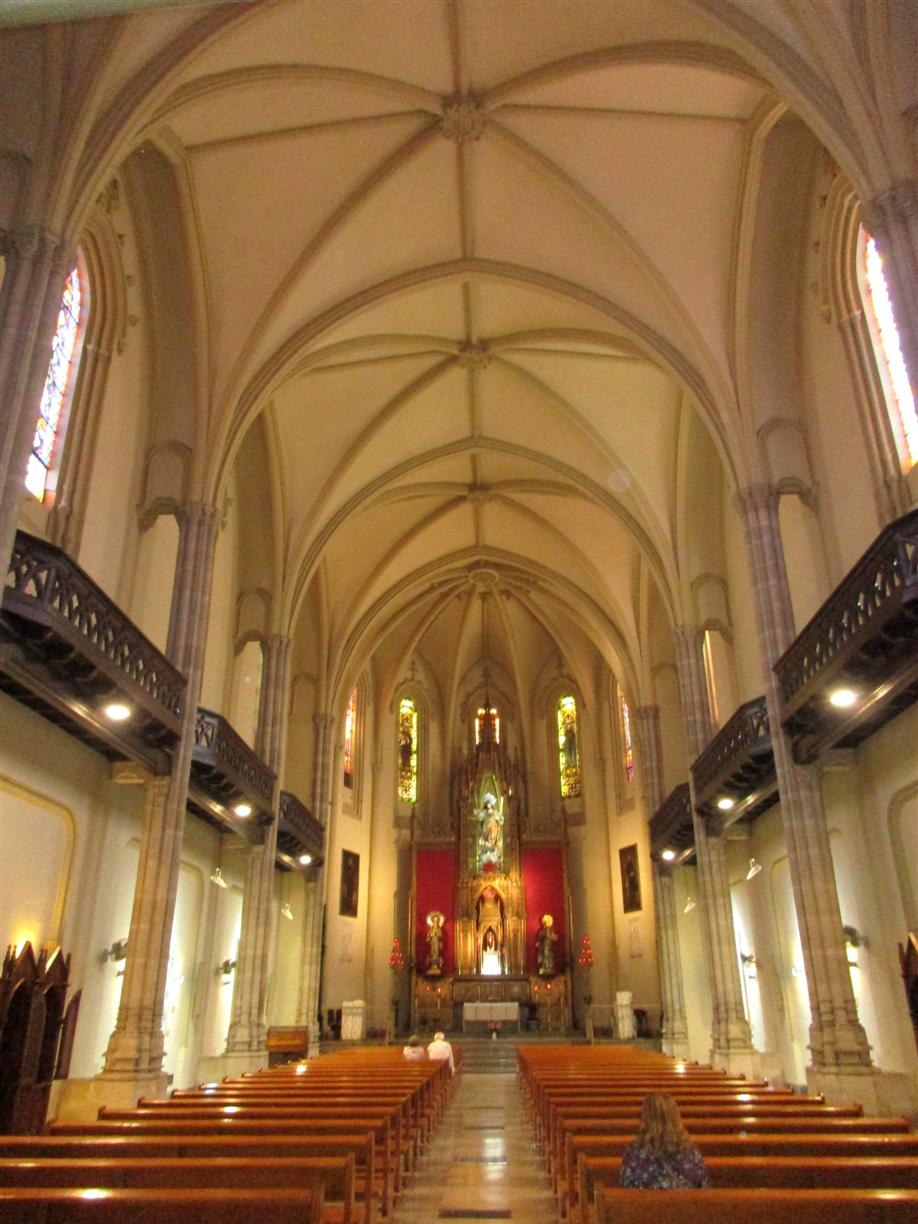
Interior neogótico de la iglesia del Sagrado Corazón de Jesús, de Granada.

El interior está organizado a partir de una sola y amplia nave, que se cubre con bóvedas de nervios por tramos, siguiendo la secuencia de los altos pilares neogóticos.
Estos pilares no se levantan adosados a los muros laterales, sino despegados un poco de ellos, lo que permite la creación de un peculiar "balcón" o paso superior entre cada uno de ellos, que avanza desde los pies hasta el presbiterio, que se presenta elevado sobre gradas.
La cabecera de la iglesia es de planta poligonal de cinco lados, y en la parte superior de sus delgados tramos incluye ventanales altos y estrechos, cerrados con vidrieras de colores, al estilo de las iglesias góticas tradicionales
También existen altos ventanales de líneas góticas a ambos lados del templo , lo que permite gozar de una notable iluminación natural en el interior del templo.